# 銀座TSビル
銀座TSビル（ぎんざティーエスビル）は、かつて東京都中央区銀座5丁目に所在した建築物である。旧名称は銀座東芝ビルで、阪急百貨店が数寄屋橋阪急（のち「モザイク銀座阪急」）を出店していた。

## 歴史
1932年（昭和7年）、東芝の前身の東京電気が本社用地として数寄屋橋南東側の土地を取得。共同建物が土地の貸与を受け建設に着手し、1934年（昭和9年）に竣工して東京電気が入居した。
設計は佐藤功一、構造設計は内藤多仲が担当し、ケーソン工法で施工された。竣工当初の名称は「マツダビルディング」で、当時としては最先端の電気空調設備が整い、1階にはマツダランプのショールームが開設された。
太平洋戦争が始まると、英語の名称は時節柄ふさわしくないとして1943年に「東芝館」に改めた。
1956年には品川区の東京大井店（2011年より阪急百貨店大井食品館）に次ぐ阪急百貨店の東京における2号店として「数寄屋橋阪急」が開店。1966年には増築が行われた。この増築では、地下1階とケーソンの間に地下2階を設けた。新館との接続部のコアは数寄屋橋公園側に移し、2階以上ではこの部分の柱を取り除くという大がかりなものとなった。1968年には建築業協会主催の第9回BCS賞を受賞している。
1984年には、港区芝浦に東芝の新たな本社社屋となる東芝ビルディングが完成。それまでは当ビルに東芝本社機能の一部を置いていたが、以降はオフィスフロアは賃貸物件として利用される。同年には有楽町マリオンに有楽町阪急（2011年より阪急メンズ東京）が開店。阪急百貨店は銀座・有楽町地区では2館体制となったが、2004年に数寄屋橋阪急は阪急商業開発に移管され、百貨店業態から専門店街「モザイク銀座阪急」に転換した。
2007年、東芝不動産は銀座東芝ビルの建物と敷地を東急不動産系の合同会社に1,610億円で売却した。東急不動産は建て替えのためモザイク銀座阪急の立ち退きを求め、2009年に阪急商業開発およびエイチ・ツー・オー リテイリングを提訴した。2011年3月に和解が成立し、テナントとの定期建物賃貸借契約が満了する2012年8月31日をもって、阪急側と東急不動産との賃貸借契約を解除することとなった。
2012年9月よりビル解体工事に着手。跡地には2016年に東急プラザ銀座が開業した。